# George Koltanowski
George Koltanowski (Antuérpia, 17 de setembro de 1903 – São Francisco, 5 de fevereiro de 2000) foi um jogador de xadrez, Árbitro e Mestre Internacional, Grande Mestre honorário, jornalista e especialista em xadrez às cegas. Venceu o campeonato da Bélgica em 1923, 1927, 1930 e 1936. Deixou a Europa no final de 1938 tendo realizados exibições simultâneas de xadrez, algumas delas às cegas, na América Central e do Norte. Após o início da Segunda Guerra Mundial, fixou residência nos Estados Unidos. Disputou três Olimpíadas de xadrez, duas pela Bélgica (1927 e 1928) e uma pelos Estados Unidos (1952). Koltanowski é melhor conhecido como jornalista e árbitro internacional e especialista em xadrez às cegas o qual realizava várias exibições sem aparentar cansaço ou fadiga. Em Edimburgo (1937), estabeleceu um recorde mundial de 34 partidas simultâneas às cegas vencendo 24 e empatando 10. Em outra exibição em São Francisco (1960) disputou 56 partidas simultâneas tendo vencido 50 e empatado seis em nove horas.